# Rhytidoponera nodifera
Rhytidoponera nodifera é uma espécie de formiga do gênero Rhytidoponera.